# Pansionata Nébug
Pansionata Nébug - Пансионата «Небуг» (rus) és un possiólok del krai de Krasnodar, a Rússia. Es troba als vessants meridionals de l'extrem oest del Caucas occidental, a la desembocadura del riu Kazatxia Sxel a la riba nord-oriental de la mar Negra, a 10 km al nord-oest de Tuapsé i a 99 km al sud de Krasnodar.
Pertany al poble de Nébug.